# My Coach
My Coach é uma série de jogos eletrônicos lançados pela UbiSoft para o Nintendo DS e Wii. Pauline Jacquey, o produtor da série, descreveu os jogos como uma ferramenta para "desenvolver projetos para que as pessoas sintam que os jogos valem mais do que eles pensam, permitindo ter uma melhor qualidade com os amigos e familia, aprendendo novas habilidades, ou melhorando a vida diária."
A Ubisoft lançou diversos jogos na série, como My Word Coach, lançado em 2007 para o Wii e Nintendo DS, o qual ajuda as pessoas a melhorarem o seu vocabulário.

## Jogos da série
| Title                                               | Year | Platforms                              |
| --------------------------------------------------- | ---- | -------------------------------------- |
| My French Coach                                     | 2007 | Nintendo DS, Wii                       |
| My French Coach Level 2: Intermediate               | 2007 | Nintendo DS                            |
| My Spanish Coach                                    | 2007 | Nintendo DS, Wii, PlayStation Portable |
| My Spanish Coach Level 2: Intermediate              | 2007 | Nintendo DS                            |
| My Word Coach                                       | 2007 | Nintendo DS, Wii, iPhone/iPod Touch    |
| My Weight Loss Coach                                | 2008 | Nintendo DS, iPhone/iPod Touch         |
| My Chinese Coach                                    | 2008 | Nintendo DS                            |
| My SAT Coach                                        | 2008 | Nintendo DS                            |
| My Dog Coach: Understand Your Dog with Cesar Millan | 2008 | Nintendo DS                            |
| My Japanese Coach                                   | 2008 | Nintendo DS                            |
| My Stop Smoking Coach with Allen Carr               | 2008 | Nintendo DS                            |
| My Fun Facts Coach                                  | 2008 | Nintendo DS                            |
| My Fitness Coach                                    | 2008 | Wii                                    |
| My Life Coach                                       | TBA  | Nintendo DS                            |